# Jacqueline Biesheuvel-Vermeijden

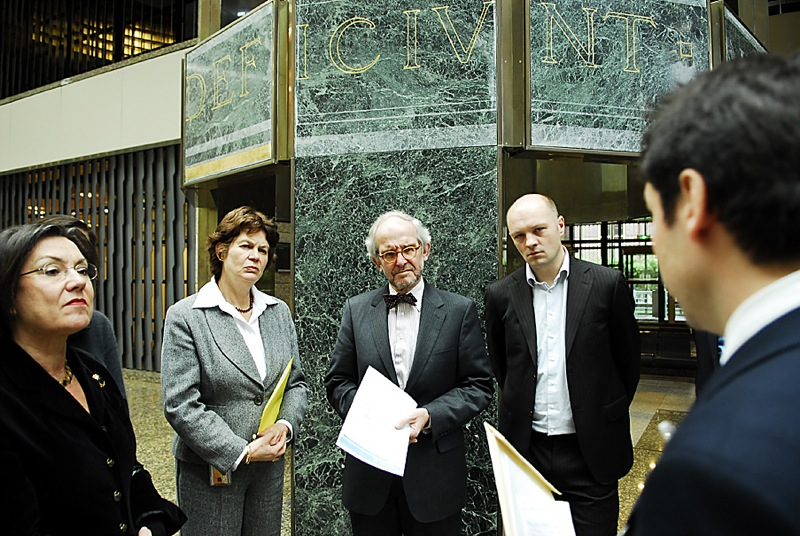
Biesheuvel-Vermeijden (2e van links) in 2008

Jacqueline Biesheuvel-Vermeijden (Oss, 8 december 1949) is een Nederlands juriste en politica. Ze is per 1 januari 2020 benoemd tot onafhankelijk adviseur integriteit voor de leden van de Tweede Kamer. Kamerleden kunnen bij haar terecht met vragen over integriteit.  Biesheuvel-Vermeijden was eerder griffier van de Tweede Kamer. Zij was voor het CDA actief in de gemeentepolitiek, was bestuurslid van verschillende vrouwenorganisaties en lid van de Emancipatieraad.

## Biografie
Jacqueline Biesheuvel heeft haar diploma Gymnasium B behaald in 1968. Daarna heeft zij de studie staats- en administratief recht voltooid in 1974.
Zij was van 1987 tot 1997 lid van de Emancipatieraad, waar ze van 1993 tot 1997 vicevoorzitter was. Van 1989  tot 1998 was zij adviseur van de Centrale van Plattelandsvrouwenorganisaties en in 1990 en 1991  lid van het Convent van Christenvrouwen. Ze is actief geweest in de gemeentepolitiek als CDA gemeenteraadslid in Den Haag van 1994 tot 2002, waarvan de laatste twee jaar als fractievoorzitter.
Op 1 november 2004 werd Biesheuvel griffier van de Tweede Kamer. Zij was de eerste vrouwelijke griffier. Ze heeft deze functie uitgeoefend tot haar pensionering in 2015. Eerder werkte zij voor de Tweede Kamer als directeur Constitutioneel Proces. Zij is getrouwd met het voormalig CDA-Tweede Kamerlid Pieter Jan Biesheuvel. 
Zij heeft diverse publicaties op haar naam staan, veelal over het emancipatieproces.
In 2013 werd de Prinsjesprijs aan haar toegekend.
Bij haar afscheid als griffier van de Tweede kamer werd Biesheuvel benoemd tot Officier in de Orde van Oranje-Nassau.

## Adviseur integriteit
In de Nederlandse politiek ontstonden begin 21e eeuw regelmatig discussies rondom het thema integriteit, bijvoorbeeld naar aanleiding van omgaan met wachtgeld en reiskostenvergoedingen. Er moesten diverse Kamerleden aftreden omdat er vraagtekens werden gesteld bij hun (wel of niet integer) handelen. De functie van onafhankelijk adviseur integriteit is een van de aanbevelingen van de werkgroep Integriteit Leden van de Tweede Kamer, onder voorzitterschap van het Kamerlid Foort van Oosten (VVD). 
Aanleiding voor het instellen van deze werkgroep vormden met name de aanbevelingen van GRECO (‘Groep van Staten tegen Corruptie’, onderdeel van de Raad van Europa) over het ontbreken van toezicht op en handhaving van de integriteitsregels van de Kamer en het ontbreken van beleid ten aanzien van contacten met lobbyisten.
De werkgroep heeft in november 2018 een rapportage aangeboden aan het Presidium van de Tweede Kamer, waarin verschillende aanbevelingen worden gedaan. Twee daarvan betreffen de versterking van de advisering aan Kamerleden bij de uitleg van de integriteitsregels van de Kamer. Het Presidium heeft deze aanbevelingen overgenomen en Biesheuvel-Vermeijden verzocht de functie van onafhankelijk adviseur integriteit te vervullen.
Conform de aanbevelingen van de werkgroep kunnen Kamerleden de onafhankelijk adviseur benaderen voor vertrouwelijk, schriftelijk advies over de uitleg en toepassing van de regels op het gebied van integriteit. Het betreffende Kamerlid kan het advies desgewenst openbaar maken. De adviseur stelt jaarlijks een geanonimiseerd jaarverslag op, dat aan het Presidium wordt gezonden en vervolgens openbaar wordt gemaakt. In het jaarverslag kan de adviseur tevens aanbevelingen doen voor verbetering of verheldering van de integriteitsregels.
Biesheuvel-Vermeijden werd benoemd per 1 januari 2020 voor een periode van zes jaar en werkt onbezoldigd. Zij heeft de functie in 2023 neergelegd en is opgevolgd door Geert Jan Hamilton. 